# KMess
KMess — является альтернативой Windows Live Messenger чат-клиента для Linux. Клиент позволяет пользователям общаться в чате с друзьями по .NET Messenger Service, как это можно делать с помощью Windows Live Messenger или Microsoft Messenger for Mac. Одно из самых сильных достоинств программы является интеграция в K Desktop Environment, а также простой в использовании интерфейс. KMess является свободным программным обеспечением и распространяется под лицензией GNU General Public License.

## Возможности

### Текущие возможности

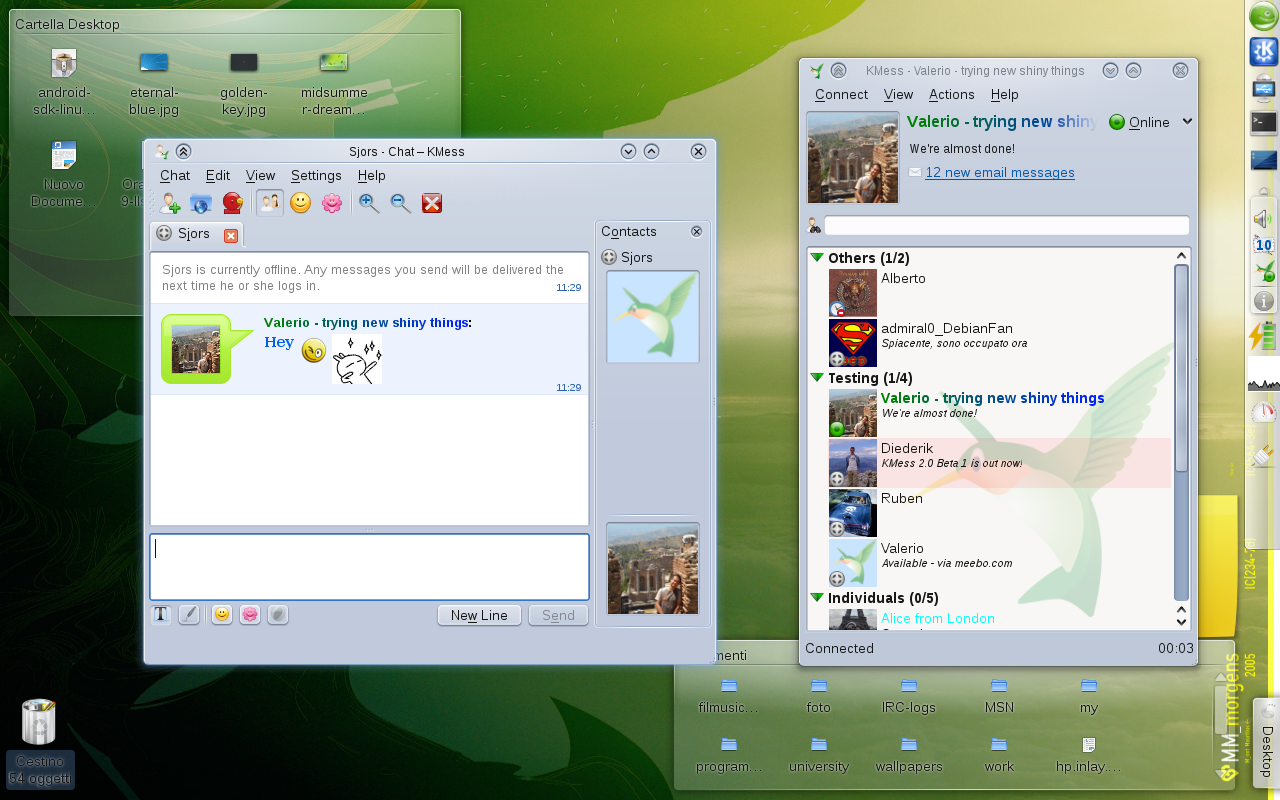
KDE 4.3 Desktop отображение контакт-списка и окно чата

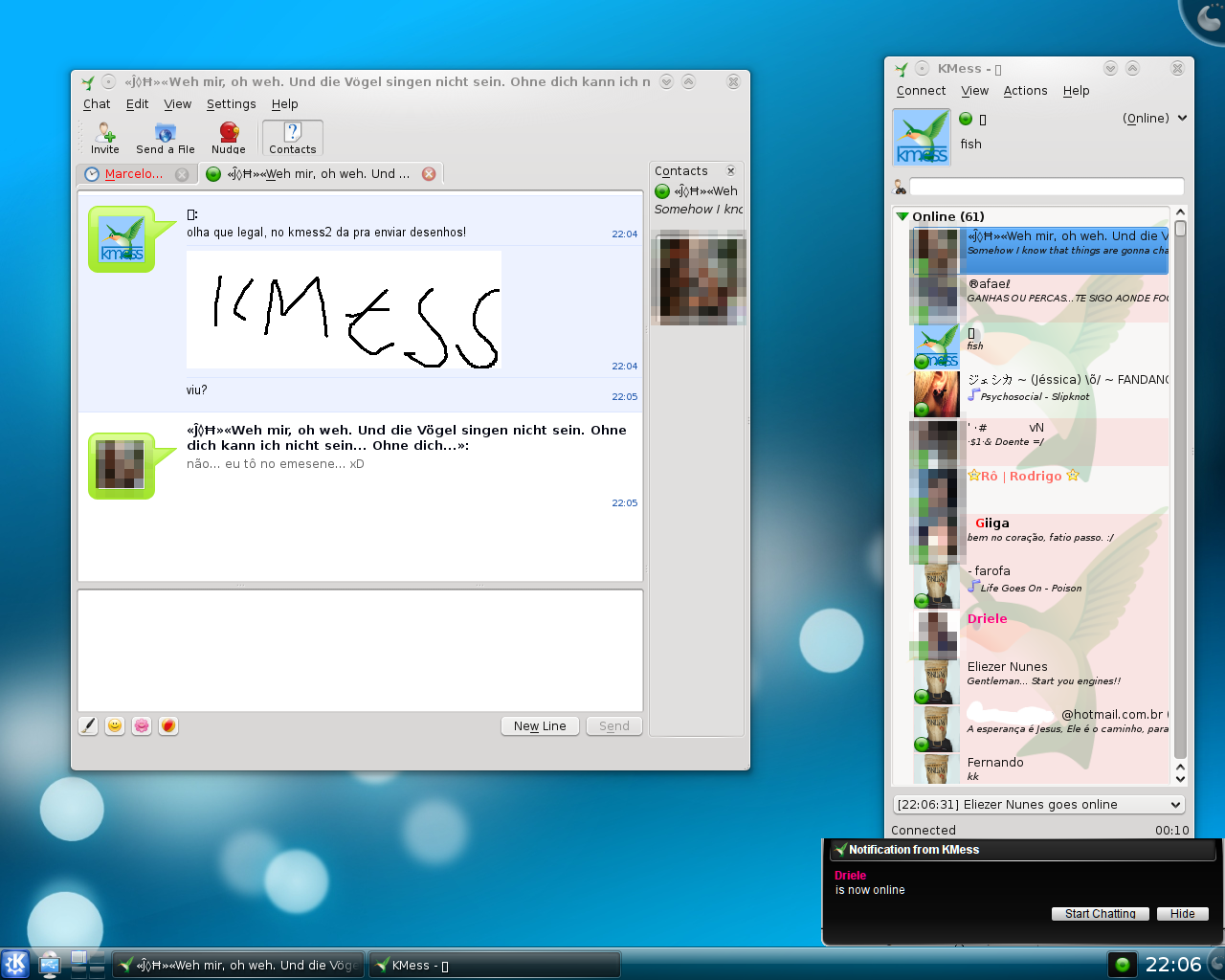
KDE 4.2.1 Desktop отображение главного окна KMess и всплывающих уведомлений

Текущая стабильная версия, 2.0.4, содержит ряд функций, таких как:
- интеграция с KDE 4;
- плагины;
- многовкладочная поддержка, благодаря которой можно общаться сразу с несколькими пользователями в сети;
- группа чатов;
- голосовые и видео разговоры;
- ведение журнала переписки;
- статистика для журнала переписки;
- поддержка вебкамеры;

#### Совместимость
Для совместимости с другими клиентами поддерживаются следующие возможности:
- поддержка Hotmail (к примеру, уведомление о новых письмах на сервере);
- смайлики;
- возможность отправить сообщение в офлайн;
- «Что я слушаю в…», поддержка нескольких аудио проигрывателей;
- поддержка тем оформления (скины);
- передача, отправка и получение файлов по сети;
- дополнительные настройки для передачи файлов по сети;
- полная поддержка MSN;
- настройка шрифта и цвета текста;
- персональные сообщения;
- цветовая окраска и форматирование Messenger Plus! Live;